# Бариляк Ігор Романович
І́гор Рома́нович Бариля́к  (* 7 серпня 1942, Львів — † 12 вересня 2009, Київ) — український науковець , доктор медичних наук, професор, завідувач відділу медичної генетики Наукового центру радіаційної медицини АМН України, професор Києво-Могилянської академії, науковий директор Інституту генетики репродукції, Лауреат Державної премії України в галузі науки і техніки.
Напрям наукових досліджень Ігоря Бариляка — екогенетичні дослідження, вивчення мутагенної та тератогенної активності чинників довкілля, пошук (в першу чергу, рослинного походження) організмів з мутагенними властивостями.
Бариляк — автор концепції та впровадження в практику охорони здоров'я принципів медико-генетичного консультування, створення ефективної медико-генетичної служби. В 1999 році Бариляк створив Науковий центр медичної генетики.
Ігор Бариляк автор понад 600 наукових праць, в тому числі 13 монографій з різних питань генетики. З 1992 до 1997 року він очолював Державну науково-технічну програму «Захист генофонду населення України», а з 1996 по 2007 р. був співкерівником Українсько-Американської програми «Запобігання вродженим вадам розвитку»
Під його керівництвом виконано 7 докторських та 26 кандидатських дисертацій.
І. Р. Бариляк — член редколегії журналів «Цитологія і генетика», «Экологическая генетика» (Росія), заступник головного редактора часопису «Вісник Українського товариства генетиків і селекціонерів», головний редактор збірника «Проблеми екологічної та медичної генетики і клінічної імунології».
Голова Проблемної комісії «Медична генетика» МОЗ і АМН України, Президент Українського Альянсу з запобігання вродженим вадам розвитку, член Правління міжнародного Альянсу з аналогічною назвою віце-президент Українського товариства медичних генетиків, член двох спеціалізованих учених рад з захисту докторських та кандидатських дисертацій (в тому числі голова однієї ради).

## Родина
Дід Бариляк Олександр Матвійович — фольклорист і правник.
Бабуся Бариляк Марія Кирівна, українська дитяча письменниця, сестра прозаїка і поета Михайла Козоріса.
Батько Бариляк Роман Олександрович — вчений-медик, професор.